# Muhammad Hafeez
Muhammad Hafeez (nascido em 1 de outubro de 1943) é um ex-ciclista paquistanês. Ele representou sua nação em dois eventos durante os Jogos Olímpicos de Verão de 1964.